# Marathon van Berlijn 1984
De marathon van Berlijn 1984 werd gelopen op zondag 30 september 1984. Het was de elfde editie van deze marathon. 8834 marathonlopers uit 49 landen schreven zich in, waarvan 7315 marathonlopers de finish behaalden.
Ondanks de regen werden er twee parcoursrecords gelopen. De Deen Johan Skovbjerg kwam bij de mannen als eerste over de streep in 2:13.35. De Hongaarse Agnes Sipka was de eerste vrouw met een tijd van 2:39.32. De Zweed Bosse Lindquist en de Duitse Gabriele Beyer wonnen de wedstrijd bij de roelstoeldeelnemers in respectievelijk 2:16.32 en 2:47.14.

## Uitslagen
Mannen
| rang   | naam                | land | tijd    |
| ------ | ------------------- | ---- | ------- |
| Goud   | Johan Skovbjerg     | DEN  | 2:13.35 |
| Zilver | Wolfgang Krüger     | GER  | 2:13.43 |
| Brons  | Pawel Lorens        | POL  | 2:14.53 |
| 4      | Karel Lismont       | BEL  | 2:14.56 |
| 5      | Wiktor Sawicki      | POL  | 2:15.03 |
| 6      | Fraser Clyne        | SCO  | 2:15.21 |
| 7      | Andrzej Sajkowski   | POL  | 2:15.29 |
| 8      | Henryk Lupa         | POL  | 2:15.44 |
| 9      | Carlos Tavares      | POR  | 2:15.45 |
| 10     | Robert Mauws        | BEL  | 2:16.11 |
| 11     | Gyula Borka         | HUN  | 2:16.18 |
| 12     | Franz Homberger     | GER  | 2:16.34 |
| 13     | Peter Hermans       | BEL  | 2:17.45 |
| 14     | Edward Herridge     | ENG  | 2:17.53 |
| 15     | Jean-Pierre Deville | BEL  | 2:18.05 |
| 16     | Gerrit Vanessen     | NED  | 2:18.09 |
| 17     | Richard Vollenbroek | NED  | 2:18.09 |
| 18     | Zenon Poniatowski   | POL  | 2:18.10 |
| 19     | John Offord         | ENG  | 2:18.14 |
| 20     | Roberto Zatta       | ITA  | 2:18.37 |
| 21     | Istvan Denes        | GER  | 2:19.51 |
| 23     | Roger Eriksson      | SWE  | 2:21.47 |

Vrouwen
| rang   | naam                    | land | tijd    |
| ------ | ----------------------- | ---- | ------- |
| Goud   | Agnes Sipka             | HUN  | 2:39.32 |
| Zilver | Solweig Harrysson       | SWE  | 2:39.48 |
| Brons  | Maureen Hurst           | ENG  | 2:42.49 |
| 4      | Christa Dotzler         | GER  | 2:43.07 |
| 5      | Heidi Hutterer          | GER  | 2:45.16 |
| 6      | Anna Krol               | POL  | 2:45.39 |
| 7      | Ursula Köter            | GER  | 2:46.13 |
| 8      | Celia Duncan            | ENG  | 2:46.49 |
| 9      | Denise Alfvoet          | BEL  | 2:47.02 |
| 10     | Sabine Ladurner         | ITA  | 2:48.06 |
| 11     | Sharron Rodwell         | GBR  | 2:48.28 |
| 12     | Britta-Houmann Sørensen | DEN  | 2:48.35 |
| 13     | Annemarie Grüner        | GER  | 2:49.30 |
| 14     | Heidi Nielsen           | GER  | 2:49.35 |
| 15     | Tracey Howard           | GBR  | 2:51.16 |
| 16     | Olivia Grüner           | GER  | 2:51.46 |

1974 ·
1975 ·
1976 ·
1977 ·
1978 ·
1979 ·
1980 ·
1981 ·
1982 ·
1983 ·
1984 ·
1985 ·
1986 ·
1987 ·
1988 ·
1989 ·
1990 ·
1991 ·
1992 ·
1993 ·
1994 ·
1995 ·
1996 ·
1997 ·
1998 ·
1999 ·
2000 ·
2001 ·
2002 ·
2003 ·
2004 ·
2005 ·
2006 ·
2007 ·
2008 ·
2009 ·
2010 ·
2011 ·
2012 ·
2013 ·
2014 ·
2015 ·
2016 ·
2017 ·
2018